# MDR Sachsen-Anhalt
MDR Sachsen-Anhalt (ehemals: MDR 1 Radio Sachsen-Anhalt) ist das Landesprogramm des Mitteldeutschen Rundfunks für Sachsen-Anhalt. Seit dem 2. Juli 2012 wird der Name des Programms in MDR Sachsen-Anhalt verkürzt. Zeitgleich wurde der neuen Claim Das Radio wie wir eingeführt, der in dieser Form bis zum 1. Juni 2025 verwendet wurde. Der Sender wird von Hauptabteilungsleiter Ulrich Manitz geleitet.

## Landesfunkhaus
Das Landesfunkhaus befindet sich in der Landeshauptstadt Magdeburg.
Im Landesfunkhaus wird auch das Online- und das Fernsehangebot des Mitteldeutscher Rundfunks in Sachsen-Anhalt produziert, u. a. die Fernsehsendungen Sachsen-Anhalt heute, MDR um 11 und Fakt ist!.
Vom 1. Januar 2021 an war Ines Hoge-Lorenz Funkhausdirektorin. Ihr Rücktritt wurde am 26. August 2022 bekanntgegeben, nachdem es nach ihren Angaben zu fehlender Transparenz gegenüber dem Sender bezüglich der Tätigkeit ihres Ehemannes gekommen war, die offenbar im Zusammenhang mit dem Skandal um den ehemaligen MDR-Manager Udo Foht gestanden hat.

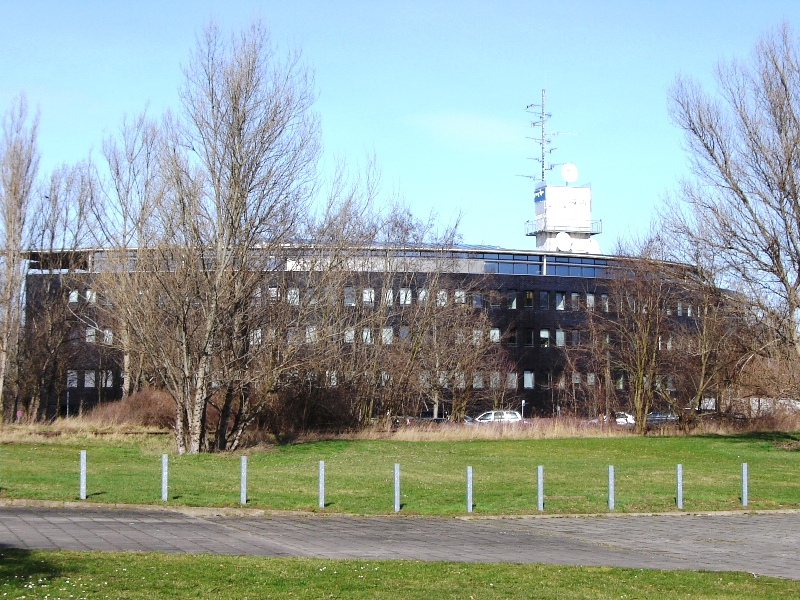
Landesfunkhaus Magdeburg
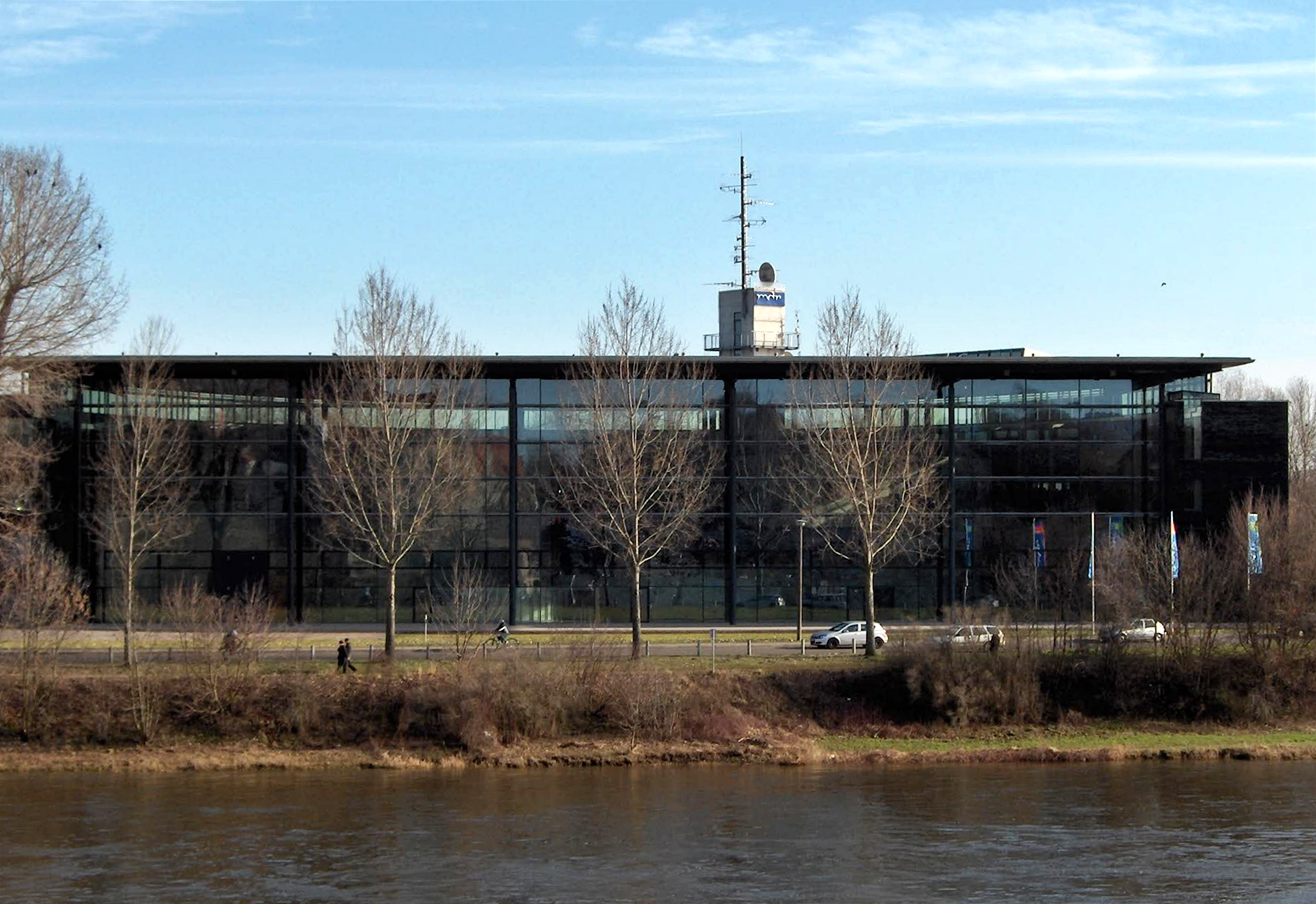
Funkhaus an der Elbe

## Studios und Regionalbüros

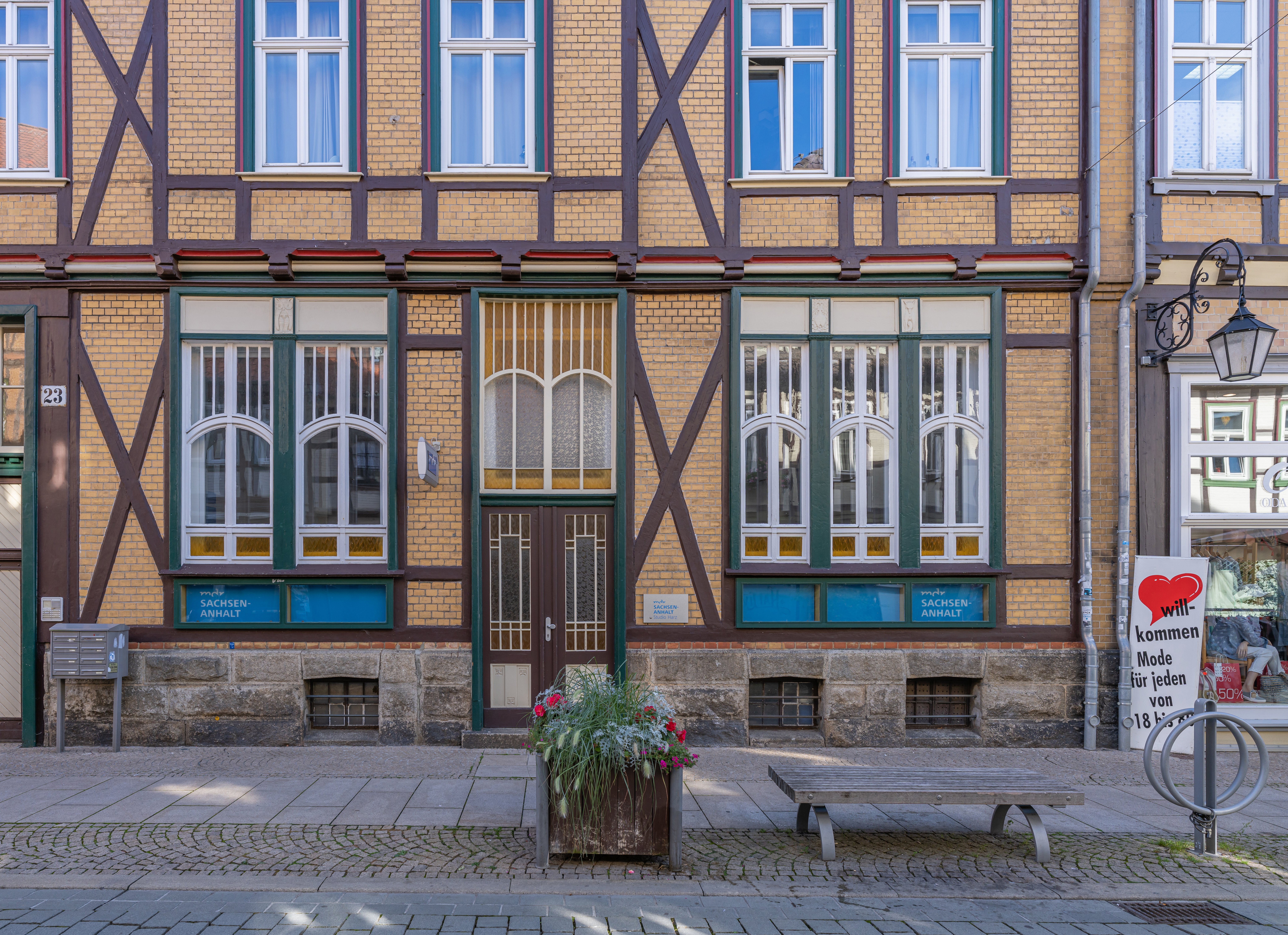
Regionalbüro in Wernigerode

Der Sender unterhält vier Studios mit Fensterprogrammen und vier Regionalbüros.
- Studio Magdeburg
  - Regionalbüro Harz (in Wernigerode)
- Studio Dessau
  - Regionalbüro Wittenberg
- Studio Halle
  - Regionalbüro Naumburg
- Studio Stendal
  - Regionalbüro Salzwedel

## Programm
Der Schwerpunkt des Programms liegt auf Wortbeiträgen und Informationen aus und über Sachsen-Anhalt. Musikalisch war das Programm bis 2010 ein Schlagerradio mit ca. 80 % Schlageranteil. Zwischen 2010 und 2013 hat sich der Sender vom Schlager- zum Oldieradio entwickelt. Bis 2023 wurden 85 % internationale Hits von den 1960ern bis 1990ern, ergänzt durch 15 % deutsche Musik gespielt. Im August 2023 wurde das Musikformat angepasst. Gespielt wird jetzt neben Musik der 1960er bis 1990er auch in geringem Anteil Hits der 2000er bis heute. Der Anteil deutschsprachiger Musik blieb unverändert.
Die Morgensendung wird im Wechsel von Antonia Kaloff und Lars Wohlfahrt moderiert.

## Empfang
MDR Sachsen-Anhalt ist in ganz Sachsen-Anhalt, sowie in Ostniedersachsen, Bremen, Hamburg und in Teilen von Nordrhein-Westfalen, Mecklenburg-Vorpommern, Brandenburg, Berlin, Sachsen, Nord- und Ostthüringen und Nordhessen größtenteils über eine der reichweitenstärksten UKW-Frequenzen Deutschlands, über 94,6 MHz mit Senderstandort auf dem Brocken, zu empfangen.
In Wetterlagen, die extreme Überreichweiten ermöglichen, kann man die 94,6 MHz sogar noch auf Nordabhängen der Fränkischen Alb, dem Frankenwald sowie in der Rhön empfangen werden und in extrem seltenen Fällen sogar bis in den nördlichsten Rändern der Rhein-Neckar-Region, allerdings nur bis Alzey und Worms. Westlich von Alzey, Richtung Kaiserslautern, empfängt man dann über die UKW-Frequenz 94,6 MHz, allmählich den saarländischen Radiosender Radio Neunkirchen.
In Sachsen-Anhalt und Teilen der angrenzenden Bundesländer kann MDR Sachsen-Anhalt auch über DAB+ empfangen werden.
Frequenzen
- Wittenberg: 88,1 MHz
- Berga: 91,1 MHz
- Naumburg: 92,3 MHz
- Hergisdorf: 92,9 MHz
- Brocken: 94,6 MHz
- Dequede: 94,9 MHz
- Magdeburg: 96,1 MHz
- Halle: 100,8 MHz
- Sangerhausen: 101,1 MHz
- Leipzig: 106,5 MHz

## Senderlogos

Logo bis 1999
Logo bis Oktober 2003
Logo bis 1. Juli 2012
Logo bis 30. April 2017
Seit 1. Mai 2017
Logo bis 1. Juni 2025 mit Claim
Seit 2. Juni 2025 mit Claim

## Livestream (Webradio)
- Webradio MDR S-AN (verschiedene Bitraten und Formate)